# Baron Windsor
 (avril 2016).
Si vous disposez d'ouvrages ou d'articles de référence ou si vous connaissez des sites web de qualité traitant du thème abordé ici, merci de compléter l'article en donnant les références utiles à sa vérifiabilité et en les liant à la section « Notes et références ».
Le titre de Baron Windsor dénommé d'après la ville de Windsor dans le comté du Berkshire en Angleterre, est un titre de noblesse de la Pairie d'Angleterre.

## Histoire
Le titre a été créé en 1429 pour Andrew Windsor alors grand maitre de la garde-robe du roi d'Angleterre, Henri VIII. 
À sa mort le titre passe à son troisième fils, William Windsor qui devient le deuxième Baron Windsor.
Le titre est mis en sommeil en 1642 lorsque Thomas Windsor, 6e baron Windsor décède. Il est relevé en 1660 par son neveu Thomas Hickman-Windsor.
Le titre de baron Windsor a été suspendu une seconde fois de 1833 à 1885.
Le comte de Plymouth porte encore comme titres subsidiaires les titres de Vicomte Windsor (en) (l'héritier apparent du comte porte ce titre) et de Baron Windsor.

## Titulaires
1. Andrew Windsor (en), 1er baron Windsor (1467-1543) ;
2. William Windsor, 2e baron Windsor (1498-1558) ;
3. Edward Windsor (en), 3e baron Windsor (1532-1574) ;
4. Frederick Windsor, 4e baron Windsor (1559-1585) ;
5. Henry Windsor, 5e baron Windsor (1562-1605) ;
6. Thomas Windsor, 6e baron Windsor (1591-1642), en suspens à sa mort ;
7. Thomas Hickman-Windsor, 7e baron Windsor (1627-1687), neveu par sa mère du 6e baron (suspension terminée en 1660 ; devient 1er comte de Plymouth en 1682) ;
8. Other Windsor (en), 2e comte de Plymouth, 8e baron Windsor (1679-1727) ;
9. Other Windsor (en), 3e comte de Plymouth, 9e baron Windsor (1707-1732) ;
10. Other Windsor (en), 4e comte de Plymouth, 10e baron Windsor (1731-1771) ;
11. Other Windsor, 5e comte de Plymouth, 11e baron Windsor (1751-1799) ;
12. Other Windsor, 6e comte de Plymouth, 12e baron Windsor (1789-1833), baronnie en suspens à sa mort ;
13. Harriet Windsor-Clive (en), 13e baronne Windsor (1797-1869), (suspension terminée en 1855) ;
14. Robert Windsor-Clive, 14e baron Windsor (1857-1923), (devient 1er comte de Plymouth en 1905) ;
15. Ivor Windsor-Clive, 2e comte de Plymouth, 15e baron Windsor (1889-1943) ;
16. Other Windsor-Clive (en), 3e comte de Plymouth, 16e baron Windsor (1923-2018) ;
17. Other Windsor-Clive (en), 3e comte de Plymouth, 16e baron Windsor (1923-2018) ;
18. Ivor Windsor-Clive, 4e comte de Plymouth, 17e baron Windsor (né en 1951) ;
  - Héritier présomptif : Robert Other Ivor Windsor-Clive, vicomte Windsor, (né en 1981)